# الإدارة العامة للأمن الفكري (السعودية)
الأمن الفكري، إحدى قطاعات وزارة الداخلية السعودية، مديرها العام هو  د. عبد الرحمن بن عبد العزيز الهدلق. تتصدى الإدارة العامة للأمن الفكري للأفكار المنحرفة وتحقيق استقرار المجتمع من أجل حماية أفراده من الأفكار المتطرفة والهدامة، وتوفير الحماية للمجتمع من الجنوح نحو التطرف، وبث روح التسامح في المجتمع، ومع مختلف الديانات والثقافات الأخرى التي لديها رغبة للحوار.

## أهميتها
بسبب تنامي الظواهر الفكرية والتحولات الثقافية فقد أصبح الاهتمام بالأمن الفكري اليوم أكثر إلحاحاً من ذي قبل، نتيجة لما تتعرض له المجتمعات في عالم اليوم من مختلف التهديدات والأخطار الفكرية المؤثرة على قيم المجتمع ومكوناته العقدية والثقافية.
ويعد الأمن الفكري كذلك جزءا رئيسيا من الأمن الشامل بمفهومه العام، وما ظاهرة انتشار الإرهاب والتطرف في عالم اليوم إلا دليل على ضعف الأمن الفكري. كما أن تعزيز الأمن الفكري في المجتمعات المسلمة يعتمد بصورة أشمل على قدرة المجتمع وعلى القائمين على تحقيق الأمن الفكري في التصدي للإتجاهات الفكرية السلبية وعلى تحصين الإنسان بالأفكار الصالحة التي تجعله يتعايش مع محيطة الذي يعيش فيه بكل أمان واطمئنان مع التزامه بمكونات أصالته وثقافته الإسلامية وهويته الوطنية.

## الدور

### دور المملكة الفكري
نفذت المملكة العربية السعودية العديد من السياسات و الجهود والإجراءات الرامية إلى تحقيق الأمن الفكري والقضاء على العوامل التي تغذي الانحراف الفكري وتدفع نحو انتشاره. وهذه الجهود تضامنية تشارك فيها العديد من الجهات في مختلف المجالات الدينية والإعلامية والثقافية والتعليمية والاجتماعية، وتعد وزارة الداخلية من أوائل الجهات التي أبدت اهتماماً كبيراً في المساهمة و تبني  دوراً ريادياً في تحقيق الأمن الفكري في المجتمع السعودي على مختلف الأصعدة، وتبرز أهمية هذا الدور في تناول العوامل الموضوعية و منابعها الثقافية و الفكرية التي تشكل مهددات للأمن الفكري والتعامل معها ومواجهتها على أسس علمية من اجل التعرف على بواعثه الأساسية ودوافعه الحقيقية وبذل الأسباب الواقية من انتشاره وتناميه.
ومن الأولويات التي تدركها وزارة الداخلية أنه متى ما اطمأن الناس على أنفسهم ومجتمعهم وعلى ما يعتقدون به من قيم وثوابت عقائدية ووطنية، وأمنوا بما لديهم من مثل ومبادئ سامية فقد تحقق لهم الأمن الشامل في أسمى صوره، أما إذا تلوثت أفكارهم بمبادئ خاطئة، ومناهج دخيل، وأفكار منحرفة وثقافات سلبيه مستوردة فقد حل بينهم  
ذلك التطرف الفكري الذي يهدد مجتمعهم و استقرارهم، لأن الأمن كل لا يتجز، فكل محاولة للإخلال بالأمن الحسي يسبقها إخلال بالأمن الفكري، والفكر هو مناط السلوك، فإذا صلح الفكر أصلح الطوية والتعامل الحسن، وإذا فسد أو انحرف نتج عنه أعمال مخلة بالأمن والاستقرار.

### دور الأمن الفكري
قامت وزارة الداخلية بدور حيوي في تعزيز الأمن الفكري ومواجهة الانحرافات الفكري ومعالجتها من خلال استخدام الأساليب الحديثة المبنية على الدراسات والأبحاث العلمية التي قادتها إلى إستراتيجية فعالة متمثلة في عناصر ثلاثة هي: وقاية، تأهيل، رعاية (وتر) ومتعاونة في ذلك مع المؤسسات الحكومية والأهلية خاصة مؤسسات التنشئة الاجتماعية في ضل رؤية تهدف إلى تشجيع المشاريع التنموية التي تسعى إلى رفع قيمة أفراد المجتمع وتحسين أوضاعهم المادية والمعنوية.
وفي تعاملها مع ظواهر الانحراف الفكري تكون وزارة الداخلية قد انتهجت أسلوبين مكملين لبعضهما، فبجانب الإجراءات الأمنية لمواجهة التطرف والإرهاب، قامت وزارة الداخلية بجهود متعددة على المستوى الفكري بالتعاون مع الجهات المعنية على وقف المصادر الفكرية التي تبث الفكر المنحرف مع العمل على معالجة ذلك الفكر ويأتي في مقدمتها برامج المناصحة وإعادة التأهيل والرعاية اللاحقة والمساهمة في الرسالة الإعلامية الأمنية من أجل تحقيق الأمن الفكري للمجتمع السعودي.

## انظر ايضًا
- وزارة الداخلية السعودية